# Champions Tour
Le PGA Tour Champions est un circuit professionnel de golf masculin organisé par le PGA Tour. Le circuit comporte entre 25 et 30 compétitions par année qui se jouent aux États-Unis, en Angleterre, au Canada, en République dominicaine, au Maroc et en Corée du Sud. Il est réservé aux hommes de plus de 50 ans. Beaucoup de professionnels qui ont gagné plusieurs compétitions du PGA Tour vont ensuite sur le Champions Tour.

## Historique
Le Championnat PGA Senior, fondé en 1937, a été pendant longtemps la seule compétition annuelle permettant aux golfeurs professionnels de plus de 50 ans de faire des performances à haut niveau. Il faut attendre 1980 avant qu'un circuit dédié aux golfeurs masculins de plus de 50 ans voit le jour. Il est connu sous le nom de "PGA Senior Tour" jusqu'en 2002.

## Description
La plupart des tournois sont joués en trois tours (54 trous), une de moins que dans les tournois réguliers du PGA Tour. De plus, il n'y a généralement pas de cut. Toutefois, les cinq tournois majeurs seniors ont 72 trous (quatre tours).

## Palmarès
| Année | Vainqueur         | Gains ($) | Victoires en tournois                                                                                           |
| ----- | ----------------- | --------- | --- |
| 2017  | Bernhard Langer   | 3,677,359 | 7: Bernhard Langer                                                                                              |
| 2016  | Bernhard Langer   | 3,016,959 | 4: Bernhard Langer                                                                                              |
| 2015  | Bernhard Langer   | 2,340,288 | 4: Jeff Maggert                                                                                                 |
| 2014  | Bernhard Langer   | 3,074,189 | 5: Bernhard Langer                                                                                              |
| 2013  | Bernhard Langer   | 2,448,428 | 3: Kenny Perry                                                                                                  |
| 2012  | Bernhard Langer   | 2,140,296 | 2: Michael Allen, Roger Chapman, Fred Couples, David Frost, Fred Funk, Bernhard Langer, Tom Lehman, Willie Wood |
| 2011  | Tom Lehman        | 2,081,526 | 3: John Cook, Tom Lehman                                                                                        |
| 2010  | Bernhard Langer   | 2,648,939 | 5: Bernhard Langer                                                                                              |
| 2009  | Bernhard Langer   | 2,139,451 | 4: Bernhard Langer                                                                                              |
| 2008  | Bernhard Langer   | 2,035,073 | 3: Bernhard Langer, Eduardo Romero                                                                              |
| 2007  | Jay Haas          | 2,581,001 | 4: Jay Haas |
| 2006  | Jay Haas          | 2,420,227 | 4: Jay Haas, Loren Roberts                                                                                      |
| 2005  | Dana Quigley      | 2,170,258 | 4: Hale Irwin                                                                                                   |
| 2004  | Craig Stadler     | 2,306,066 | 5: Craig Stadler                                                                                                |
| 2003  | Tom Watson        | 1,853,108 | 3: Craig Stadler                                                                                                |
| 2002  | Hale Irwin        | 3,028,304 | 4: Bob Gilder, Hale Irwin                                                                                       |
| 2001  | Allen Doyle       | 2,553,582 | 5: Larry Nelson                                                                                                 |
| 2000  | Larry Nelson      | 2,708,005 | 6: Larry Nelson                                                                                                 |
| 1999  | Bruce Fleisher    | 2,515,705 | 7: Bruce Fleisher                                                                                               |
| 1998  | Hale Irwin        | 2,861,945 | 7: Hale Irwin                                                                                                   |
| 1997  | Hale Irwin        | 2,343,364 | 9: Hale Irwin                                                                                                   |
| 1996  | Jim Colbert       | 1,627,890 | 5: Jim Colbert                                                                                                  |
| 1995  | Jim Colbert       | 1,444,386 | 4: Jim Colbert, Bob Murphy                                                                                      |
| 1994  | Dave Stockton     | 1,402,519 | 6: Lee Trevino                                                                                                  |
| 1993  | Dave Stockton     | 1,175,944 | 5: Dave Stockton                                                                                                |
| 1992  | Lee Trevino       | 1,027,002 | 5: Lee Trevino                                                                                                  |
| 1991  | Mike Hill         | 1,065,657 | 5: Mike Hill |
| 1990  | Lee Trevino       | 1,190,518 | 7: Lee Trevino                                                                                                  |
| 1989  | Bob Charles       | 725,887   | 5: Bob Charles                                                                                                  |
| 1988  | Bob Charles       | 533,929   | 5: Bob Charles, Gary Player                                                                                     |
| 1987  | Chi Chi Rodriguez | 509,145   | 7: Chi Chi Rodriguez                                                                                            |
| 1986  | Bruce Crampton    | 454,299   | 7: Bruce Crampton                                                                                               |
| 1985  | Peter Thomson     | 386,724   | 9: Peter Thomson                                                                                                |
| 1984  | Don January       | 328,597   | 4: Miller Barber                                                                                                |
| 1983  | Don January       | 237,571   | 6: Don January                                                                                                  |
| 1982  | Miller Barber     | 106,890   | 3: Miller Barber                                                                                                |
| 1981  | Miller Barber     | 83,136    | 3: Miller Barber                                                                                                |
| 1980  | Don January       | 44,100    | 1: Roberto DeVicenzo, Don January, Arnold Palmer, Charlie Sifford                                               |

### Multiple vainqueurs
Les joueurs suivants ont gagné plusieurs fois le circuit :
| Victoires | Joueur          | Années                                               |
| --------- | --------------- | ---------------------------------------------------- |
| 9         | Bernhard Langer | 2008, 2009, 2010, 2012, 2013, 2014, 2015, 2016, 2017 |
| 3         | Hale Irwin      | 1997, 1998, 2002                                     |
| 3         | Don January     | 1980, 1983, 1984                                     |
| 2         | Jay Haas        | 2006, 2007                                           |
| 2         | Jim Colbert     | 1995, 1996                                           |
| 2         | Dave Stockton   | 1993, 1994                                           |
| 2         | Lee Trevino     | 1990, 1992                                           |
| 2         | Bob Charles     | 1988, 1989                                           |
| 2         | Miller Barber   | 1981, 1982                                           |

## Source
- site web officiel du PGA Tour Champions